# William Dupree
William Francis „Bill” Dupree (ur. 7 czerwca 1909 w Saranac Lake, zm. 25 lutego 1955 w Bound Brook) – amerykański bobsleista, brązowy medalista igrzysk olimpijskich i mistrzostw świata.

## Kariera
Pierwszy sukces w karierze osiągnął w 1937 roku, kiedy wspólnie z Donaldem Foxem, Cliffordem Grayem i Jamesem Bickfordem zdobył brązowy medal w czwórkach na mistrzostwach świata w Sankt Moritz. Kolejny sukces osiągnął po zakończeniu II wojny światowej, wspólnie z Thomasem Hicksem, Jamesem Bickfordem i swym bratem Donaldem zdobywając brązowy medal na igrzyskach olimpijskich w Sankt Moritz. Był to jego jedyny start olimpijski. W trakcie II wojny światowej przez trzy lata służył w United States Army.